# Céphalostatine-1
La céphalostatine-1 est un alcaloïde stéroïdique dimérique.
C'est une substance naturelle produite par l'hémichordé Cephalodiscus gilchristi, une espèce marine trouvée autour du Cap en Afrique du Sud.